# هارولد فيفيان مارش براون
هارولد فيفيان مارش براون (بالإنجليزية: Harold Vivian Marsh Brown)‏ هو مهندس معماري أسترالي، ولد في 1907، وتوفي في 1992.